# Catedral de Santa Ana (Debrecen)
La Catedral de Santa Ana o simplemente catedral de Debrecen (en húngaro: Szent Anna székesegyház) es un edificio religioso católico que desde 1993 funciona como la catedral de la diócesis de Debrecen-Nyíregyháza, se encuentra en la ciudad de Debrecen, Hungría.
La iglesia barroca se comenzó a construir en 1721, por encargo del cardenal Imre Csáky, por el arquitecto milanés Giovanni Battista Carlone (1603-1684) y fue consagrada a Santa Ana en 1746. En 1811 la torre de la iglesia fue dañada por un incendio y en 1834 fueron construidas las dos torres según proyecto de Ferenc Povolny. En 1928 se añadieron entradas laterales y se hicieron trabajos de restauración, siendo renovada la entrada con la creación de una amplia escalera, y las tres estatuas en la fachada dedicadas a san Emerico de Hungría, san Esteban y la Virgen con el niño Jesús.

## Véase también

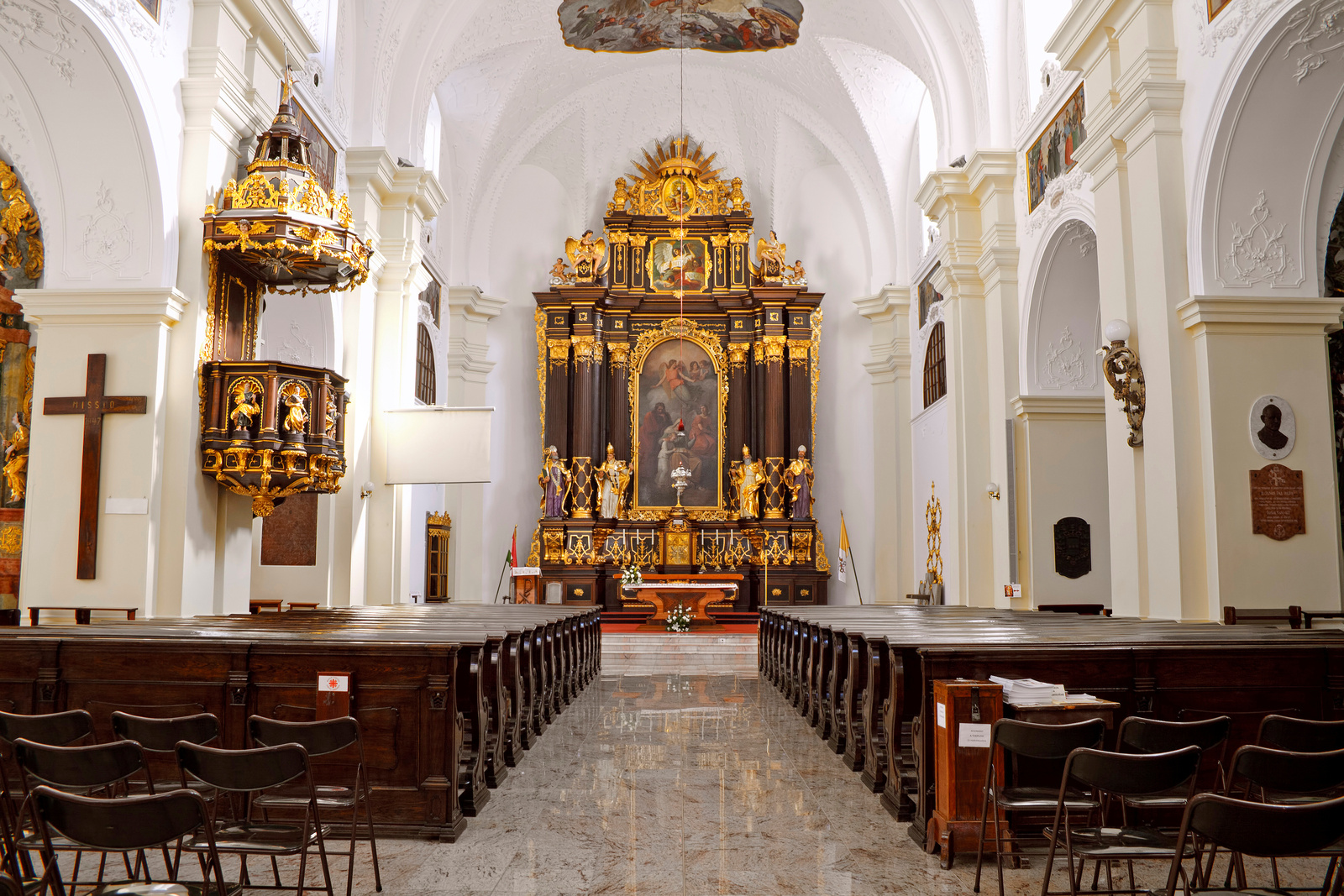
Vista interna